# Leonardo Bartholo Prando
Leonardo Bartholo Prando (sinh ngày 24 tháng 5 năm 1987 ở Foz do Iguaçu), hay đơn giản Léo , là một tiền vệ bóng đá người Brasil. Hiện tại anh thi đấu cho Thai Honda.

## Danh hiệu

### Câu lạc bộ
- Santa Cruz
  - Pernambuco State League: 2011